# (4225) Hobart
(4225) Hobart – planetoida z pasa głównego okrążająca Słońce w ciągu 3 lat i 131 dni w średniej odległości 2,24 j.a. Została odkryta 31 stycznia 1989 roku w obserwatorium w Okutama przez Tsutomu Hioki i Nobuhiro Kawasato. Nazwa planetoidy pochodzi od Josepha R. Hobarta (ur. 1944), astronoma amatora, zajmującego się korekcją orbit planetoid, które znalazły się w niebezpieczeństwie utraty oraz odkrywcy 80 innych (w tym 2010 RA91). Przed nadaniem nazwy planetoida nosiła oznaczenie tymczasowe (4225) 1989 BN.